# فندق چینی
فندق چینی (نام علمی: Corylus chinensis) نام یک گونه از سرده فندق است.